# 胸針

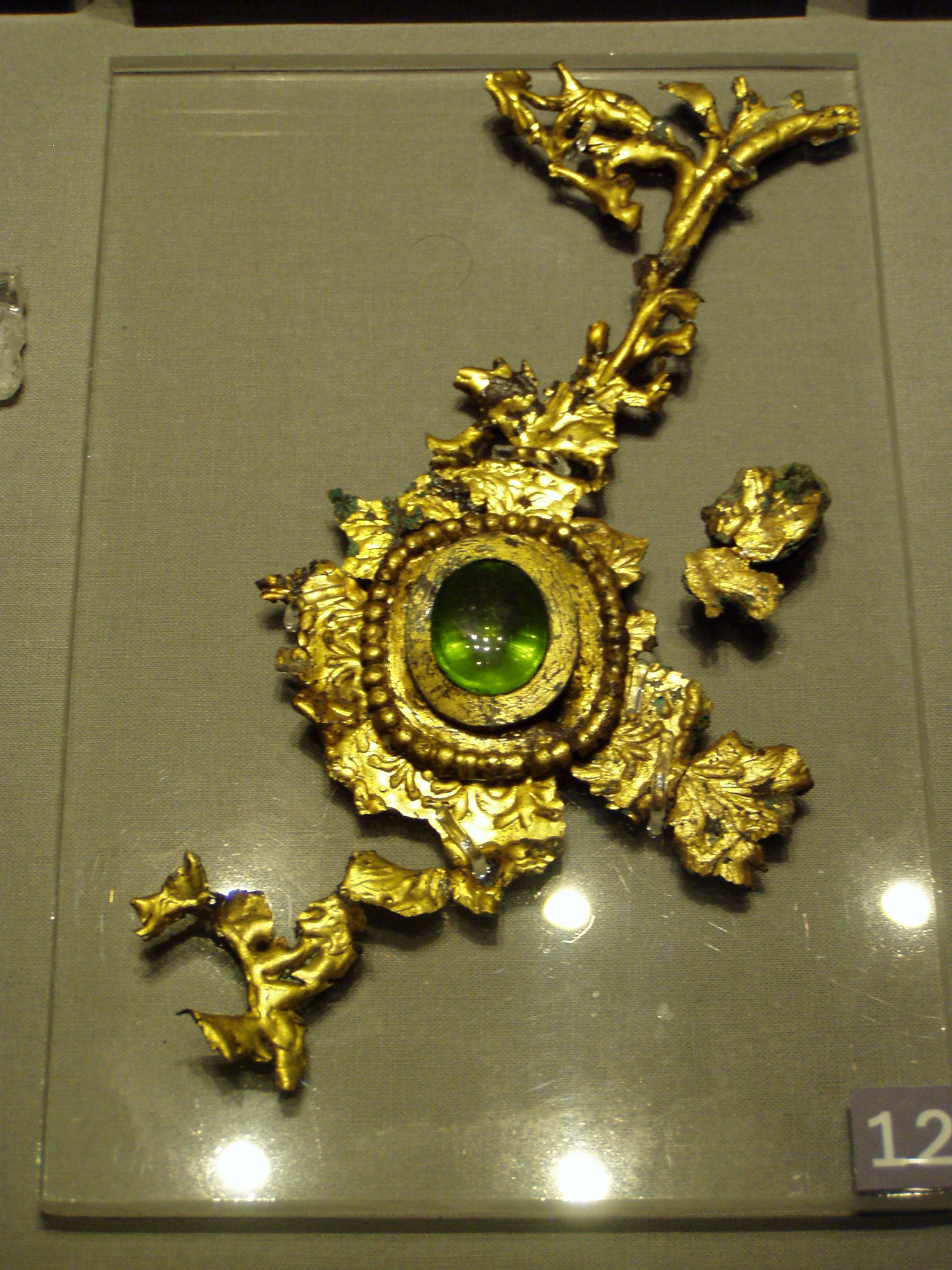
古罗马胸针

胸針又称胸花，是一种使用搭钩别在衣服上的珠宝，也可认为是装饰性的别针。一般为金属质地，上嵌宝石、珐琅等。可以用做纯粹装饰或兼有固定衣服（例如长袍、披风、围巾等）的功能。
胸針的历史可以追溯到青铜时代，其形式变化在考古学上可以用来帮助确定文物的年代。
当代胸針一般为女性佩戴。可以别在胸前，也可以用在肩上、帽子上、头发中等。胸针由于是比较大型的珠宝，其在设计上的自由大，佩戴起来也更容易引人注目。
胸针的型制是集各种习俗情趣和时尚元素與一体。就我们常见的就有兰花形、钻戒形、椭圆形、扇形、蝶形、乐器形、花叶形和元宝形、动物形、葉片型、卡通人物型、和抽象符号型等。